# 薩姆·桑德斯
薩姆·桑德斯（英語：Sam Saunders；1983年8月29日—）是一位英格蘭足球運動員。在場上的位置是攻擊型中場。他現在效力於英格蘭足球冠軍聯賽球隊賓福特足球會。他在成為足球運動員之前曾經在倫敦地鐵工作。

## 外部連結
- 足球数据库：薩姆·桑德斯的球员统计数据
- Sam Saunders profile at brentfordfc.co.uk